# Szczecin Podjuchy
Szczecin Podjuchy – stacja kolejowa i stacja węzłowa w Podjuchach, osiedlu Szczecina. Położony jest przy ul. Metalowej (fragment drogi krajowej nr 31). Przy stacji znajduje się nastawnia „SJ”.

## Ruch pasażerski
| Rok  | Wymiana pasażerska na dobę |
| ---- | -------------------------- |
| 2017 | 150-199                    |
| 2022 | 200-299                    |

## Informacje ogólne
Z Podjuch tory rozgałęziają się w trzech kierunkach: Szczecina Głównego, Szczecina Dąbia i Gryfina. Podjuchy są ostatnią stacją w granicach miasta położoną na trasie do Gryfina, do niedawna czynna była także stacja Szczecin Klucz. Tory do Szczecina Głównego prowadzą przez kolejowy most zwodzony nad Regalicą i stację Szczecin Port Centralny. W planie zagospodarowania przestrzennego Szczecina istnieje projekt budowy łącznicy z Dziewoklicza do posterunku odgałęźnego SPA, dzięki czemu pociągi jadące z Podjuch mogłyby ominąć stację Szczecin Port Centralny. Linią nr 428 do Dąbia do niedawna kursowały pociągi (głównie w sezonie wakacyjnym) z Wrocławia i Zielonej Góry do Świnoujścia lub Kołobrzegu, omijające dworzec Szczecin Główny.
W Podjuchach zatrzymują się wszystkie pociągi osobowe jadące w/z kierunku Gryfina i Zielonej Góry. 
W grudniu 2023 zakończono remont stacji – przebudowano układ torowy, wybudowano nową nastawnię, zainstalowano nowe urządzenia sterowania ruchem kolejowym, wykonano nowe przejście pod torami z windami, podwyższono peron oraz zainstalowano nowe wyposażenie – ławki, wiaty, oświetlenie i ułatwienia dla osób niepełnosprawnych. 

## Transport miejski
Dojazd pasażerów do stacji zapewnia 6 linii autobusowych organizowanych przez ZDiTM Szczecin.
1 sierpnia 2021 r. w bezpośrednim sąsiedztwie peronów uruchomiono pętlę "Podjuchy Dworzec" oraz kasę biletową. 
1 września 2024 r. nastąpiło wprowadzenie Szczecińskiego Biletu Metropolitalnego, zmiana nazw wybranych przystanków oraz tras autobusów miejskich. Dotychczasowa nazwa "Podjuchy Dworzec" została zastąpiona nową "SKM Podjuchy".